# فتاة شجاعة (تمثال)
الفتاة الشجاعة هي منحوتة برونزية لكريستين فيسبال، بتكليف من (ستيت ستريت غلوبال أدفايزورز) في نيويورك، حيث تقف الفتاة في مواجهة تمثال الثور (أو وول ستريت بول). تم تثبيته في 7 مارس 2017، في بولينغ غرين في الحي المالي في مانهاتن، نيويورك. قياس طول التمثال حوالي 50 بوصة (130 سم)، ويزن حوالي 250 رطل (110 كـغ).
تم إنشاء تمثال الفتاة الشجاعة من قبل شركة "ستيت ستريت غلوبال أدفايزرز"، للإعلان عن صندوق للمؤشرات يضم شركات متعددة الجنسيات تتمتع بنسبة عالية نسبياً من النساء من بين قياداتها العليا. تقول اللوحة أسفل التمثال: "اعرف قوة المرأة في القيادة، إنها تحدث فرقا. مع "SHE" كونها ضمير وصفي ورمز التداول لبورصة نازداك.
تم كشف النقاب عن نسخة مكررة من النحت أمام فندق غراند في أوسلو، النرويج في 8 مارس، 2018. وهذا بحد ذاته يواجه البرلمان النرويجي «ستورتينغيت». من المقرر أن ينقل التمثال الأصلي إلى ثلاث بنايات في بورصة نيويورك بنهاية عام 2018.

## تاريخها
تم تثبيت التمثال في 7 مارس، 2017 - قبل اليوم العالمي للمرأة - من قبل (ستيت ستريت غلوبال أدفايزرز)، في حملة طورتها وكالة الإعلان (ماكان نيويورك). احتفلت (ستيت ستريت غلوبال أدفايزرز) بالذكرى السنوية الأولى لصندوقها «مؤشر التنوع الجنساني» الذي «يستثمر في الشركات الكبيرة في الولايات المتحدة التي تحتل مرتبة من بين أعلى المرتبات في قطاعها في تحقيق التنوع بين الجنسين عبر القيادة العليا». تم تطوير مفهوم التمثال من قبل مديرة الفنون ليزي ويلسون وكبير مطوري الإعلانات تالي جومبينر. وضعا ويلسون وغومبينر فكرة التمثال وكذلك المظهر العام للفتاة باستخدام عدد لا يحصى من لوحات الصور. الفتاة الشجاعة، التي يبلغ طولها حوالي 50 بوصة (130 سم)، وتزن حوالي 250 رطل (110 كـغ)، تواجه تشارنج بول «الثور الكبير»، وهو تمثال برونز أكبر وأثقل بكثير يبلغ 11 قدمًا (3.4 م) ويزن 7100 رطل (3200 كـغ). ويقع كلاهما في بولينغ غرين
في مانهاتن، عند تقاطع شارع برودواي وشارع وايت هول.
يهدف تمثال الفتاة الشجاعة إلى «إرسال رسالة» حول التنوع الجنسي في مكان العمل وتشجيع الشركات على توظيف النساء في مجالسها. تقول اللوحة أسفل التمثال: «اعرف قوة المرأة في القيادة، إنها تحدث فرقا».
حددت لجنة (ستيت ستريت غلوبال أدفايزرز) أن التمثال يجب أن يكون على هيئة فتاة يديها على وسط جسدها متعالية الذقن، يصل ارتفاعها إلى 36 بوصة، ثم قامت كريستين فيزبال وزميلاتها بإزادة الارتفاع إلى 50 بوصة، لتتناسب بشكل أفضل مع حجم الثور. ومع ذلك، علّقت فيسبال قائلة: «لقد حرصت على الحفاظ على ملامحها اللطيفة، فهي ليست متحدية، إنها شجاعة وفخورة وقوية، وليست محاربة». لقد صممت النحت على شكل طفلين، لكن العديد من السمات المميزة أزيلت بحيث تكون جذابة بشكل عام. طفل يمثل جميع الأطفال «بحيث يمكن لأي شخص أن يقوم بربط نفسه وسماته بالفتاة الشجاعة».
حصل التمثال في الأصل على تصريح من سيتي هول لمدة أسبوع واحد وتم تمديده في وقت لاحق إلى 30 يومًا. في وقت لاحق، أُعلن أن التمثال سيبقى في مكانه حتى شهر فبراير 2018. ومن بين أولئك الذين يدافعون عن بقاء التمثال لفترة أطول، كانت الممثلة الأمريكية كارولين مالوني من الدائرة الثانية عشرة للكونغرس في نيويورك، والتي قالت: «هذا التمثال قد أثر على قلوب الناس في جميع أنحاء العالم لرمزيته بمرونة المرأة». وكان هناك التماس على إحدى المواقع الالكترونية يطالب بتمجيد التمثال بشكل دائم وحصل على 2500 توقيع في أول 48 ساعة. استمرت الجهود لجعل التمثال دائمًا بعد منح التمثال تصريحًا لمدة عام واحد. في 19 أبريل 2018، أعلن عمدة نيويورك بيل دي بلازيو و (ستيت ستريت غلوبال أدفايزرز) أنه سيتم نقل النحت على بعد ثلاث مربعات سكنية إلى بورصة نيويورك بحلول نهاية عام 2018.

## جدال
طلب ارتورو دي موديكا، الذي قام بتركيب تمثال الثور في عام 1989، إزالة تمثال الفتاة، بحجة أن القطعة استغلت عمله لأغراض تجارية وغيرت مفهوم الثور. ووصف «الفتاة الشجاعة» بأنها «حيلة إعلانية» ويريد نقلها، مستشهداً برسالته السياسية.
في 12 أبريل 2017، تحدى دي موديكا ومحاميه، مدير نقابة الحريات المدنية في نيويورك السابق نورمان سيجل، مسؤولي المدينة الذين سمحوا بتثبيت تمثال الفتاة الشجاعة. قال دي موديكا أن التمثال أفسد النزعة الفنية لتمثال الثور عن طريق تشويه القصد من عمل التمثال كـ«رمز للازدهار والقوة» إلى الشرير، ويفعل ذلك لتحقيق مكسب تجاري ل (ستيت ستريت غلوبال أدفايزرز). وقال سيجل إن الدعوى لم تُقدم حتى الآن. وقد أيد بيل دي بلازيو إبقاء التمثال، موضحًا أن «الرجال الذين لا يحبون النساء اللواتي يأخذن مكان، هم بالضبط السبب في أننا نحتاج إلى الفتاة الشجاعة».
انتقدت بعض النساء هذا التمثال على أنه «حركة نسوية» انتهكت مبادئهن النسوية. ووصفت جينا بيلافانت، وهي كاتبة عمود في صحيفة نيويورك تايمز، بأنها «تمرين في تصوير الشركات» من قبل ستيت ستريت، والتي كتبت أنهم دخلوا في اتفاق مقاضاة مؤجل مع وزارة العدل الأمريكية، ووافقت على دفع أكثر من 64 مليون دولار لحل جرائم الاحتيال لعملاء الفوترة سراً للعمولات غير المبررة. وكتبت أن «الحركة النسائية للشركات» تعمل مع الهدف الوحيد المتمثل في مساعدة وتحفيز عالم من الأمهات اللواتي يلقن بناتهن في الليل، ويهمسون «يوما ما يا عزيزتي، يمكنك أن تقودي الدول الناشئة وفريق الديون العامة في سيتي غروب، ثم تصبحي مديرة في ياهو». وكتبت كريستين إمبا، كاتبة الرأي في صحيفة واشنطن بوست، أن التمثال«يصور المرأة التي تم تمكينها كطفل، مما يعزز فكرة أن تكون الطفلة لطيفة وغير ضارة؛ وتابعت، طفلة لديها قوة، ربما، ولكن ليس على طول الطريق».
ذكرت (جوثاميست) في 20 مارس 2017، أن النشطاء المقنعين في نيويورك غطوا التمثال في غطاء مكتوب عليه «اجعل أمريكا عظيمة مرة أخرى» وعلمًا أمريكيًا. كما وضعوا إشارات مؤيدة لترامب.
وفقًا لتقارير بلومبيرغ نيوز، قدر المحللون من شركة تسويق ما أن التمثال أدى إلى إعلان مجاني بقيمة 7.4 مليون دولار لـ (ستيت ستريت غلوبال أدفايزرز) اعتبارًا من أبريل 2017، مقسّمًا إلى إعلانات مجانية بقيمة 200,075 دولار، و393،047 دولار من الإعلانات الاجتماعية المجانية، و3،115,751 دولارًا بقيمة من الإعلانات التلفزيونية المجانية، و3،729,926 دولار من الإعلانات المجانية عبر الإنترنت / الطباعة.
طلبت المحامية العامة في مدينة نيويورك ليتيتيا جيمس أن يكون التمثال منشأة دائمة. وفي رسالة إلى دي بلازيو، قالت جيمس: «تقف الفتاة الشجاعة كمنارة قوية، تظهر النساء - صغارا وكبارا - أنه لا يوجد حلم كبير جدا ولا سقف مرتفع جدا».
في 29 مايو 2017، أضاف الفنان أليكس جارديجا تمثالًا لكلب صغير، بعنوان البج المتبول، لكنه أزاله بعد حوالي ثلاث ساعات. ويصف تمثال الفتاة الشجاعة بأنه «هراء الشركات» و «عدم احترام الفنان الذي صنع الثور».
في 6 أكتوبر 2017، أقامت ستيت ستريت، الشركة التي مولت التمثال، تسوية مع موظفاتها من النساء والأقليات لدفع ما يصل إلى 5.5 مليون دولار أمريكي لانتهاك حقوق الأجر المتساوي.
في مهرجان كان ليونز 2017، فاز التمثال بثلاثة جوائز كبرى في اليوم الأول من الحدث وحده.